# Famille de Sainte-Hermine
 (novembre 2022).
La maison de Sainte-Hermine est une famille de l'ancienne noblesse française originaire de Saintonge et de l'Angoumois.

## Généalogie

### Branche du Fâ
- Gerard de Sainte-Hermine,
  - Guillaume de Sainte-Hermine
    - Aimerie de Sainte-Hermine, chevalier
      - Heliot de Sainte-Hermine, il sert dans l'armée de Jean II le Bon
        - Arnaud de Sainte-Hermine, écuyer et capitaine de Châteauneuf-sur-Charente
          - Guillaume de Sainte-Hermine
            - Jean de Sainte-Hermine
              - Jean de Sainte-Hermine, seigneur du Fâ, Tourton, Pont-Breton, Saint-Mêmes, Marsac, Usson
                - Hélie de Sainte-Hermine,
                  - Claude de Sainte-Hermine
                    - Joachim de Sainte-Hermine, chevalier
                      - Jean de Sainte-Hermine, il épouse en 1560 Lucrèce de Lusignan
                        - Joachim de Sainte-Hermine
                        - Hélie de Sainte-Hermine, il épouse en 1607, Isabeau de Polignac
                          - Hélie de Sainte-Hermine, branche de la Laigne
                          - Joachim de Sainte-Hermine, colonel d'infanterie, il épouse Anne de Polignac
                            - Hélie de Sainte-Hermine
                              - Hélie-François de Sainte-Hermine

                            - Louis de Sainte-Hermine, branche de Mérignac et de Coulonges
                            - César de Sainte-Hermine, branche de la Barrière

### Branche de Mérignac et de Coulonges
- Louis de Sainte-Hermine, chevalier, seigneur de Chenon et de Mérignac, il épouse en 1661 Marie de Livennne
  - Louis de Sainte-Hermine, seigneur de Mérignac, épouse Blanchefleur Geneviève de Guibert, dame de Coulonges
    - Louis-Clément de Sainte-Hermine, seigneur de Mérignac, de Coulonges et de la Brossardière
      - René-Louis, marquis de Sainte-Hermine
      - René-Louis, vicomte de Sainte-Hermine
      - Marie-Angélique, mariée à Edouard Jean, marquis de Luker.

### Branche de la Barrière
- César de Sainte-Hermine, seigneur de Saint-Laurent, la Barrière,
  - Hélie de Sainte-Hermine, garde de la marine
    - Pierre-Louis de Sainte-Hermine, aumônier de la reine Marie-Antoinette
    - Jean de Sainte-Hermine, marquis de Sainte-Hermine, chevalier de Saint-Lazare, commandeur de Saint-Philippe
      - Pierre-Louis-Geneviève de Sainte-Hermine, chanoine
      - Emmanuel de Sainte-Hermine (1770-1850)
        - Pierre-Hélie-Madeleine de Sainte-Hermine
        - Jean-Hélie-Emile de Sainte-Hermine
          - Hélie-Emile-Armand de Sainte-Hermine

      - Pierre-Hélie-Madeleine (1774-1855)
        - Hélie de Sainte-Hermine, député de la Vienne

### Branche de la Laigne
- Hélie de Sainte-Hermine
  - Henri Louis de Sainte-Hermine